# اتحاد الملاكمة الدولية للسيدات
اتحاد الملاكمة الدولية للسيدات أو الفيدرالية الدولية للملاكمة النسائية (WIBF) هي إحدى أكثر المنظمات المعترف بها في منظمات البطولة العالمية للقتال ملاكمة سيدات.  تأسست في مارس 198 ، ومقرها في ميامي بفلوريدا ، وترأسها باربرا بوتريك ‏. لا ترتبط الفيدرالية بالاتحاد الدولي للملاكمة (IBF) المسمى بالمثل، والذي يروج لملاكمة الرجال والنساء.

## روابط خارجية
- الموقع الرسمي